# جيوفاني بوكارو
جيوفاني بوكارو (بالإيطالية: Giovanni Bucaro)‏ هو لاعب كرة قدم ومدرب كرة قدم إيطالي في مركز الدفاع، ولد في 20 نوفمبر 1970 في باليرمو في إيطاليا. لعب مع فيورنتينا ونادي أسكولي ونادي أفيلينو ونادي بولونيا ونادي سبال ونادي فوجيا ونادي مودينا.